# Selahattin Kılıçsallayan
Selahattin Kılıçsallayan (Kahramanmaraş, 18 ottobre 1993) è un lottatore turco, specializzato nella lotta libera.

## Biografia
È stato allenato da Yuksel Sanli dal 2010 al 2018 e in seguito da Abdullah Cakmar.
Ai Giochi del Mediterraneo di Tarragona 2018 ha vinto la medaglia d'oro nella categoria 65 chilogrammi, sconfiggendo in finale lo sloveno David Habat.
Ai campionati europei di Kaspiysk 2018 ha ottenuto la sua prima medaglia continentale, vincendo la medaglia di bronzo nei 65 chilogrammi.
È divenuto vicecampione d'Europa a Bucarest 2019, dove ha perso in finale del torneo dei 65 chilogrammi, contro l'azero Hacı Əliyev.

## Palmarès
- Europei

Kaspiysk 2018: bronzo nei −65 kg.
Bucarest 2019: argento nei −65 kg.
- Giochi del Mediterraneo

Tarragona 2018: oro nei −65 kg.
- Giochi mondiali militari

Wuhan 2019: bronzo nei −65 kg.
- Campionati universitari

Pécs 2014: oro nei −65 kg.